# 396 av. J.-C.
Cette page concerne l'année 396 av. J.-C. du calendrier julien proleptique.

## Événements
- Printemps : 
  - Contre-offensive Carthaginoise en Sicile. Himilcon débarque des troupes à Parnomos malgré les efforts de Leptinès, frère de Denys, pour barrer la route à la flotte carthaginoise. Himilcon reprend Motyè et Denys ramène son armée à Syracuse[1].
  - Expédition du roi Agésilas de Sparte en Asie (396-395 av. J.-C.)[2]. Il part à la tête de 2 000 néodamodes et 6 000 alliés renforcer les troupes déjà engagées contre les Perses. Arrivé en Asie, il se débarrasse de Lysandre et tente de traiter avec le satrape Tissapherne. Mais ce dernier continue ses préparatifs militaires, et Agésilas développe diverses campagnes de propagande contre les Perses. Victorieux sur terre près de Sardes au printemps 395, Agésilas soumet le pays au pillage. Tissapherne est destitué par le grand Roi et décapité[3].
- Automne : 
  - Himilcon assiège et prend Messine, qui est rasée[4].
  - Défaite navale des Syracusains de Leptinès devant les Carthaginois de Magon à Catane[1]. Cent vaisseaux grecs sont détruits ou pris et plus de 20 000 hommes sont tués[4].
  - Himilcon marche sur Syracuse, qu'il tente en vain d'emporter d'assaut, puis en fait le siège. La ville résiste[4].
- Kynisca (une femme) est créditée de la victoire olympique dans la course de chars en 396 et 392 av. J.-C. en tant que propriétaire de l’attelage[5].

- Élection à Rome de tribuns militaires à pouvoir consulaire : Publius Licinius Calvus, Lucius Titinius, Publius Manlius, Publius Maelius, Cnaeus Genucius, Lucius Atilius[6].
  - Célébration des jeux et des fêtes latines ; l'eau du lac d'Albe est drainée pour satisfaire la prophétie[6].
  - Genucius et Titinius sont battus par les habitants de Faléries et de Capène, alliés des Véiens ; Camille est nommé dictateur pour relever les commandants du siège de Véies. Il bat les Falisques et les Capénates, puis prend la place forte étrusque de Véies, après dix ans de sièges (et près d'un siècle de luttes)[6]. Véies est pillée, détruite et sa population est massacrée ou réduite à l'esclavage. Cet événement ouvre à la conquête romaine le cours supérieur du Tibre.
  - Paix de Rome avec des Volsques et les Èques[6].
  - Selon la tradition, la ville de Melpum, située près de Milan, est prise par les Gaulois le jour même de la prise de Véies par le dictateur romain Camille[7].